# Kobieta-diabeł
Kobieta-diabeł (jap. 鬼婆, Onibaba) – japoński film grozy z 1964 roku w reżyserii Kaneto Shindō. Zdjęcia kręcono na wrzosowiskach Inba w prefekturze Chiba.

## Fabuła
Akcja toczy się w czternastowiecznej Japonii. Kraj pogrążony jest w krwawej wojnie domowej. Dwie wiejskie kobiety (teściowa i synowa) ukrywają się na bagnie porosłym roślinnością i mordują błąkających się samotnie żołnierzy rozbitych wojsk. Następnie sprzedają ich broń w zamian za ryż.

## Obsada
- Nobuko Otowa – starsza kobieta
- Jitsuko Yoshimura – młodsza kobieta
- Kei Satō – Hachi
- Taiji Tonoyama – Ushi
- Jūkichi Uno – zamaskowany wojownik[2]

## Nagrody
W 1965 roku Stowarzyszenie Krytyków Filmowych z Tokio nagrodziło Jitsuko Yoshimurę nagrodą dla najlepszej aktorki drugoplanowej. Kiyomi Kuroda otrzymał nagrodę za najlepsze zdjęcia.